# Charles Bontems
Pour les personnes ayant le même patronyme, voir Bontems.
Ne doit pas être confondu avec Charles Bontemps (ingénieur) ou Charles Bontemps (homme politique).
Charles Bontems, né le 1er mars 1796 à Paris et mort le 6 août 1879 à Orbe, est un militaire et une personnalité politique suisse, membre du Centre Libéral. Il est député du canton de Vaud au Conseil national de 1851 à 1854 et de 1857 à 1869.

## Biographie
Charles Bontems naît le 1er mars 1796 à Paris, en France. Protestant, originaire de Villeneuve, il est le fils d'Emmanuel-Jean Bontems, banquier, et de Françoise Scharr. Il épouse Caroline Souter. En parallèle de ses carrières militaire et politique, il est juge au tribunal de district d'Aigle de 1832 à 1835 et en 1836, puis d'Orbe de 1839 à 1845 et en 1846.

### Carrière militaire
Il est militaire au service de la France dès 1815, puis dans l'armée suisse dès 1830. Il est chef d'état-major en 1838 lors de l'affaire opposant la Suisse à la France, qui demande l'expulsion de Napoléon III. Colonel d'état-major fédéral en 1839, puis divisionnaire dès 1856, Charles Bontems quitte l'armée en 1871.

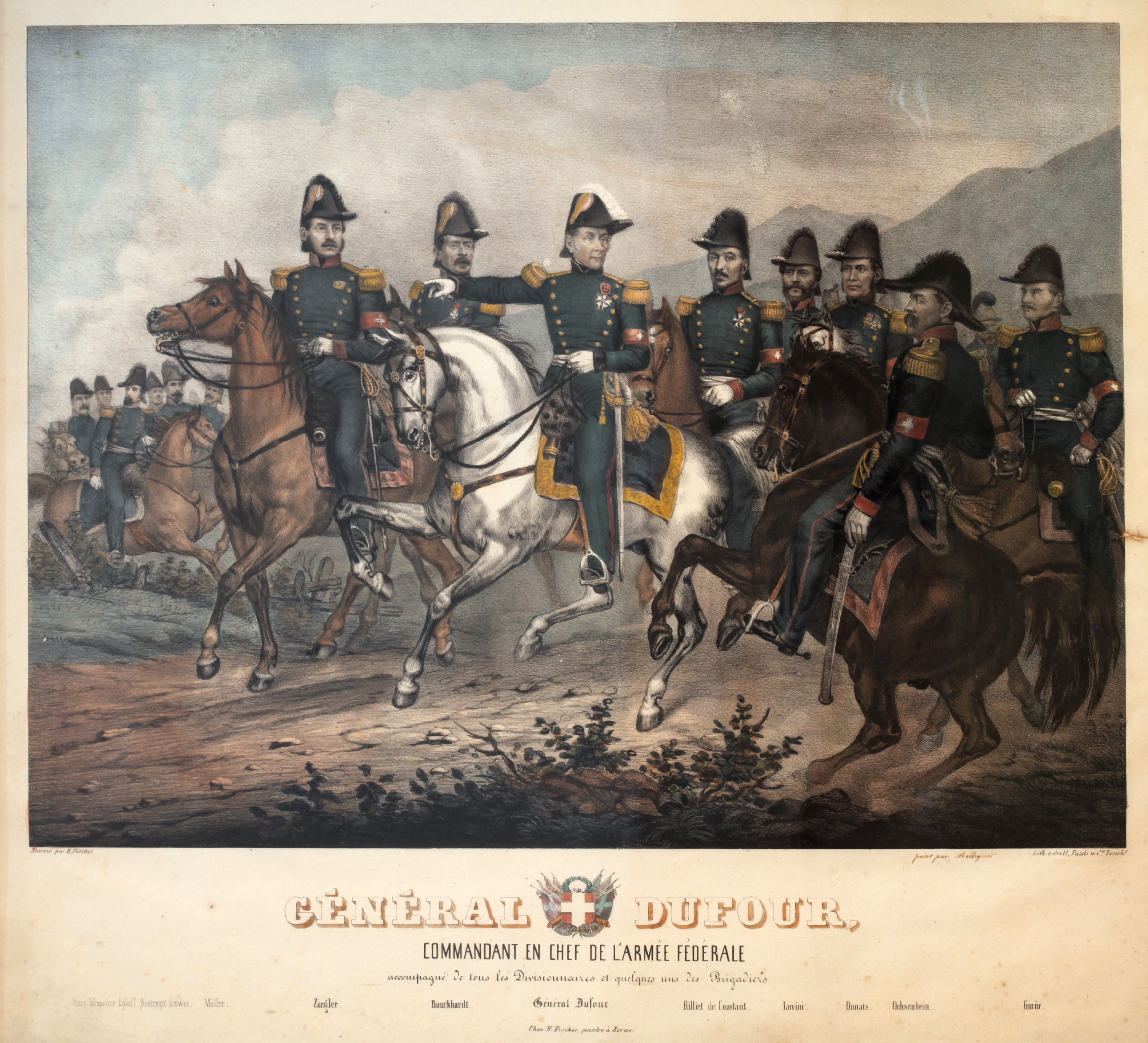
Lithographie de H.Fischer représentant le général Dufour entouré de ses divisionnaires et de certains de ses brigadiers. Charles Bontems est le 4e cavalier depuis la gauche.
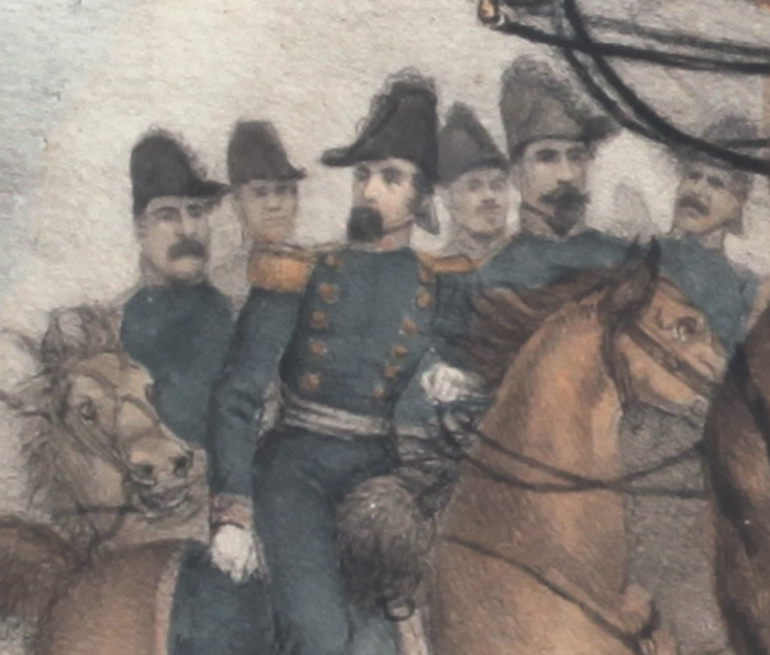
Détail de la lithographie précédente. Charles Bontems est le 4e cavalier depuis la gauche.

### Carrière politique
Il est député du parti libéral au Grand Conseil vaudois de 1830 à 1831 et de 1845 à 1869 et conseiller national de 1851 à 1854 et de 1857 à 1869,,.

## Liens
- Ressource relative à la vie publique :   - Documents diplomatiques suisses 1848-1975
- Notice dans un dictionnaire ou une encyclopédie généraliste :   - Dictionnaire historique de la Suisse
- Notices d'autorité :   - VIAF
  - GND